# Le Frasnois
Le Frasnois település Franciaországban, Jura megyében. Lakosainak száma 171 fő (2022. január 1.). Le Frasnois Saffloz, Chevrotaine, Songeson, Menétrux-en-Joux, Bonlieu, La Chaux-du-Dombief és Châtelneuf községekkel határos.

## Népesség
A település népességének változása:
| Lakosok száma | 103  | 114  | 138  | 153  | 153  | 155  | 160  | 167  | 170  | 171  |
|               | 1968 | 1982 | 1990 | 2006 | 2013 | 2015 | 2017 | 2019 | 2020 | 2022 |